# Avitta rufifrons
Avitta rufifrons là một loài bướm đêm trong họ Noctuidae.